# 小舞子駅
小舞子駅（こまいこえき）は、石川県白山市湊町にある、IRいしかわ鉄道線の駅である。

## 歴史
- 1903年（明治36年）7月11日：官設鉄道北陸線の小松駅 - 美川駅間に小舞子仮停車場として開業[3]。仮停車場は現在の臨時駅にあたるもので、当駅は夏季の海水浴の時期のみ営業していた[2]。なお、文献によっては同年6月20日を開業日とするものがある[4][5]。
- 1909年（明治42年）10月12日：線路名称制定。北陸本線の所属となる。
- 1964年（昭和39年）4月10日：駅に昇格、小舞子駅（旅客駅）が開業、常設駅となる[1][2]。
- 1971年（昭和46年）10月1日：無人駅化[2][6]。手荷物の取扱を廃止[7]。
- 1987年（昭和62年）4月1日：国鉄分割民営化により、西日本旅客鉄道（JR西日本）の駅となる[1]。
- 2007年（平成19年）4月1日：白山市コミュニティバス『めぐーる』湊ルートが運行開始。
- 2017年（平成29年）4月15日：ICカード「ICOCA」の利用が可能になる[8][9][10][11][12]。
- 2024年（令和6年）3月16日：北陸新幹線 金沢駅 - 敦賀駅延伸開業に伴い、IRいしかわ鉄道の駅になる。

## 駅構造
相対式ホーム2面2線を有する地上駅。分岐器や絶対信号機を持たないため、停留所に分類される。
上りホーム側にコンクリート平屋建ての小さな駅舎（常設駅となった1964年に竣工）を備えるが、下りホーム側にも出入口が設置されている。互いのホームは跨線橋で連絡している。小松駅管理の無人駅となっているが、駅舎内に自動券売機が設置されている。

### のりば
| のりば | 路線              | 方向 | 行先           |
| ------ | ----------------- | ---- | -------------- |
| 1      | ■IRいしかわ鉄道線 | 上り | 小松・福井方面 |
| 2      | ■IRいしかわ鉄道線 | 下り | 金沢方面       |

付記事項
- のりば番号は長らく設定されていなかったが、2018年までに設定された。
- 接近警告機から鳴るメロディは、1番のりばが「アニーローリー」、2番のりばが「かっこう」である。

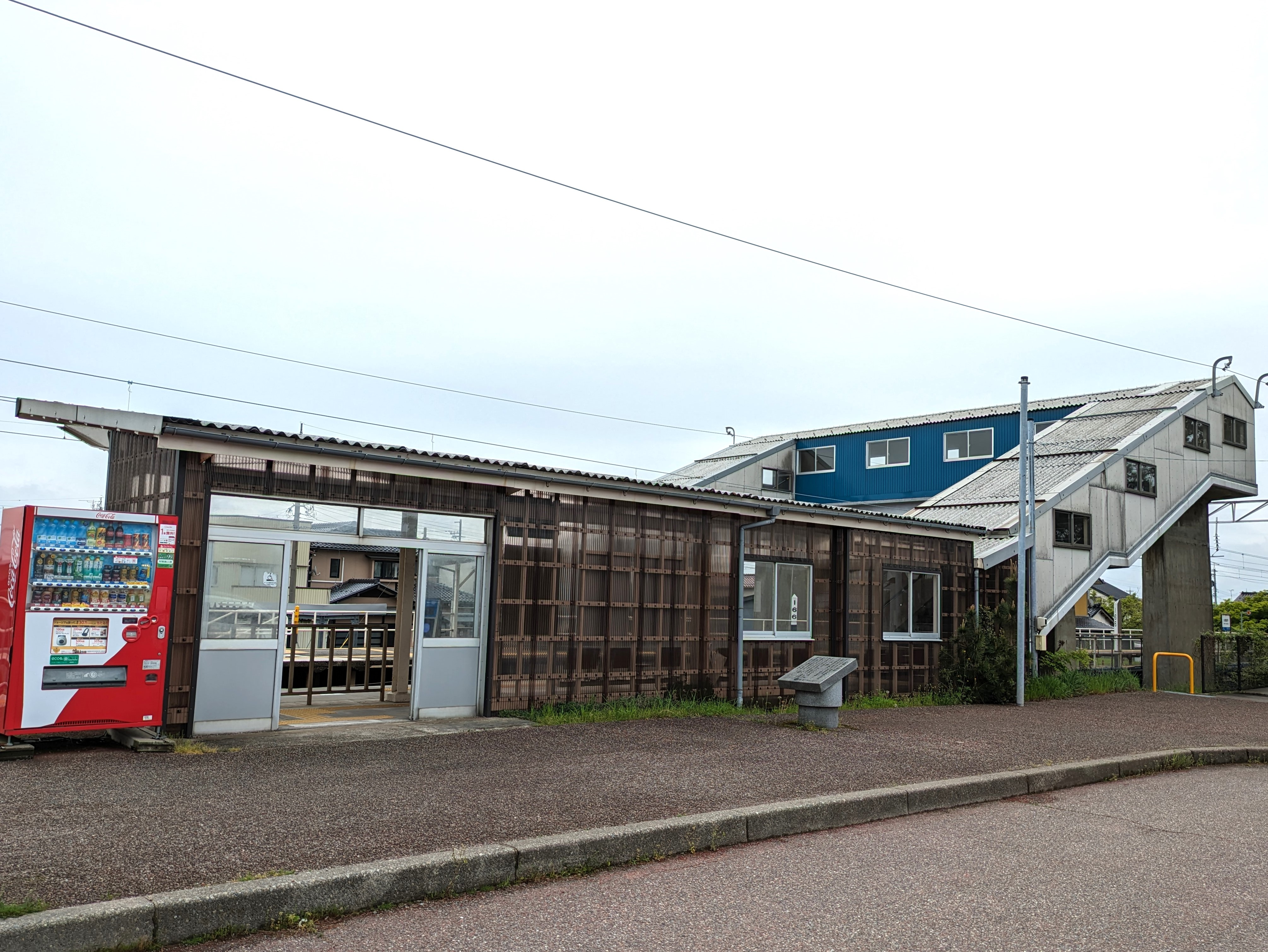
下りホーム側出入口
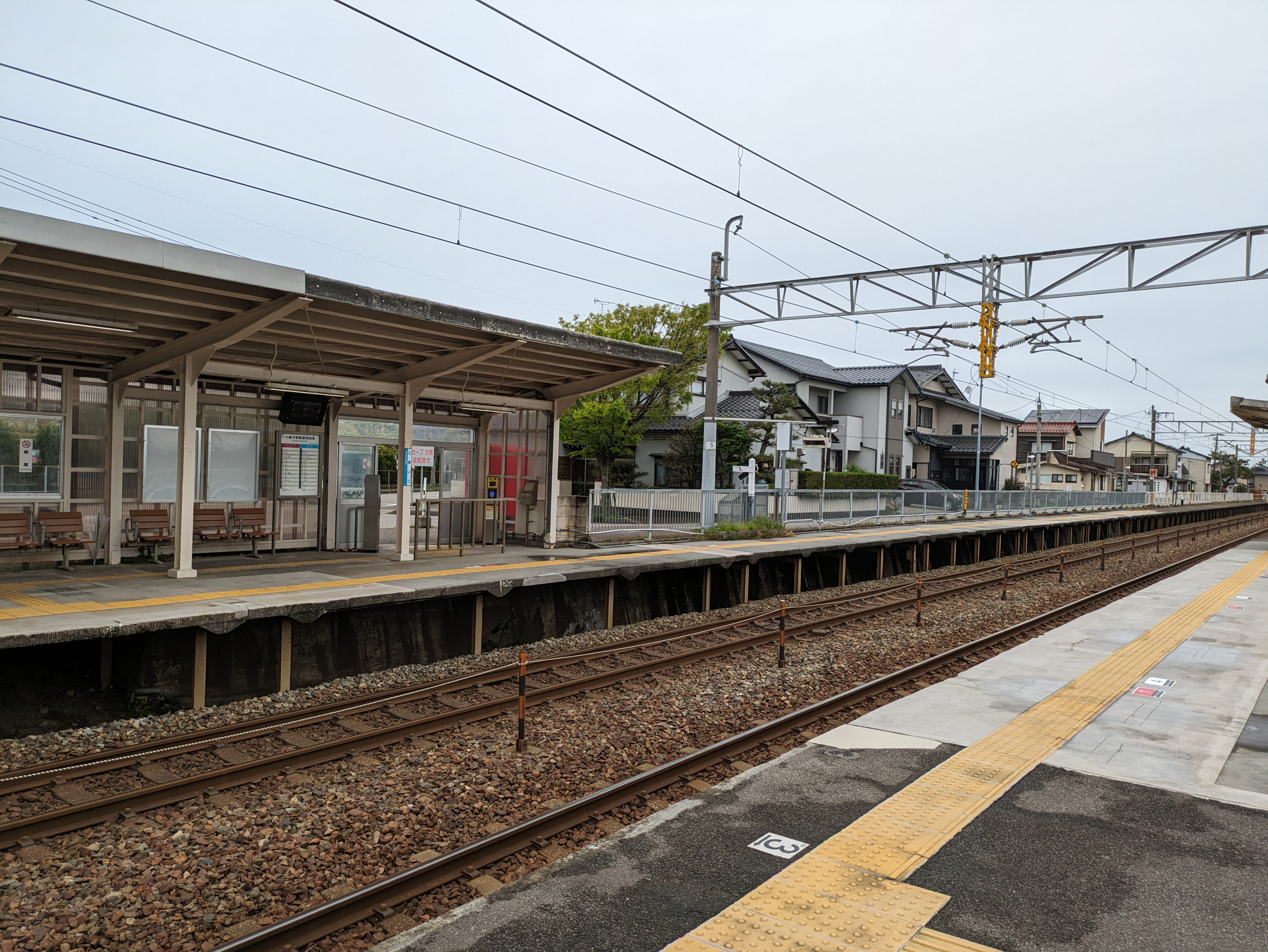
下りホーム
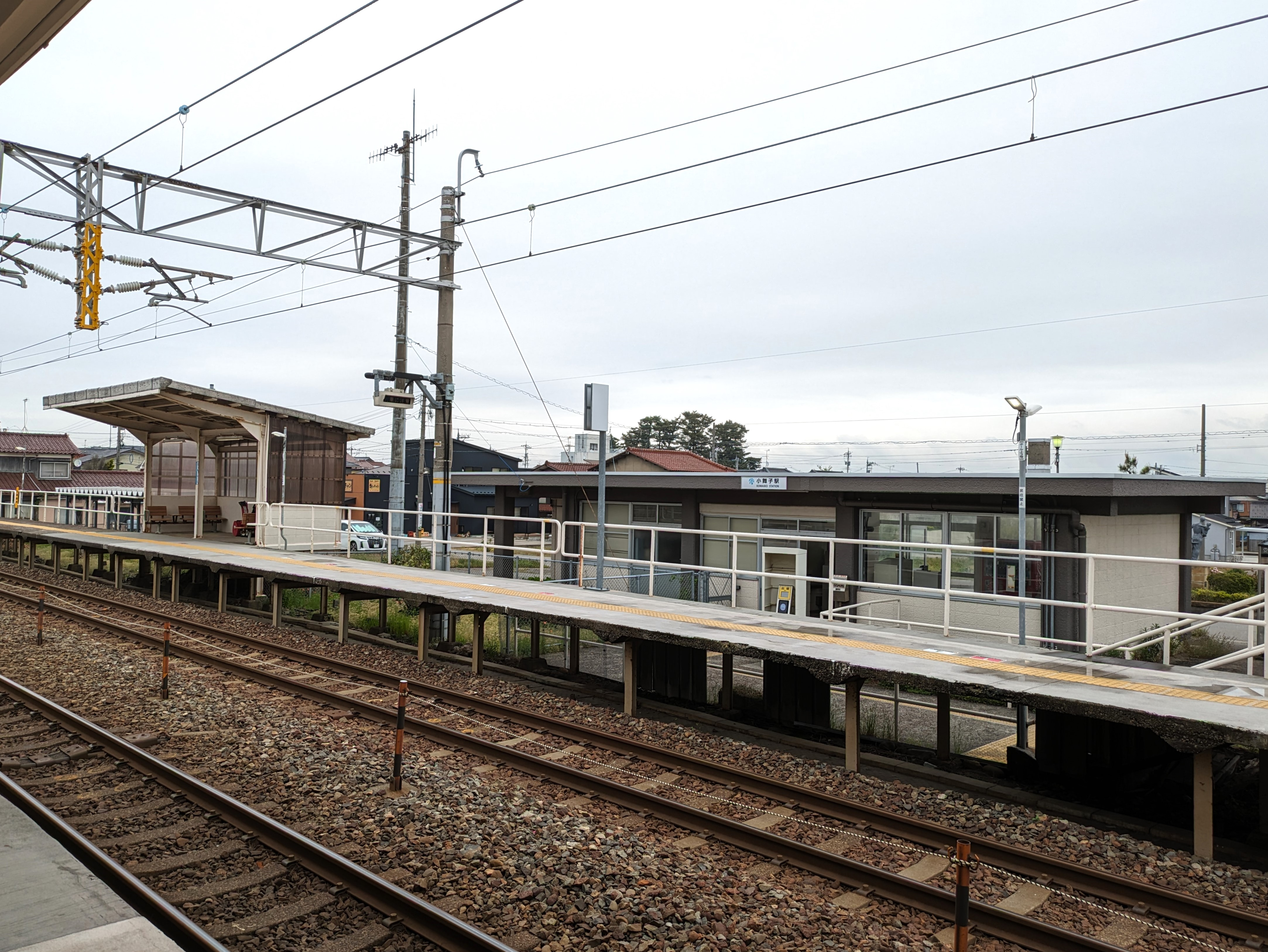
上りホーム

## 利用状況
「白山市統計書」によると、2018年（平成30年）度の1日平均乗車人員は282人である。
近年の1日平均乗車人員の推移は以下の通りである。
| 年度   | 1日平均 乗車人員 | 出典             |
| ------ | ---------------- | ---------------- |
| 2000年 | 397              | [ 統計 2 ]       |
| 2001年 | 381              | [ 統計 2 ]       |
| 2002年 | 364              | [ 統計 2 ]       |
| 2003年 | 343              | [ 統計 2 ]       |
| 2004年 | 327              | [ 統計 2 ]       |
| 2005年 | 313              | [ 統計 3 ]       |
| 2006年 | 308              | [ 統計 3 ]       |
| 2007年 | 296              | [ 統計 3 ]       |
| 2008年 | 306              | [ 統計 3 ]       |
| 2009年 | 286              | [ 統計 3 ]       |
| 2010年 | 282              | [ 5 ] [ 統計 4 ] |
| 2011年 | 287              | [ 統計 4 ]       |
| 2012年 | 296              | [ 統計 4 ]       |
| 2013年 | 312              | [ 統計 4 ]       |
| 2014年 | 289              | [ 統計 4 ]       |
| 2015年 | 300              | [ 統計 1 ]       |
| 2016年 | 308              | [ 統計 1 ]       |
| 2017年 | 299              | [ 統計 1 ]       |
| 2018年 | 282              | [ 統計 1 ]       |

## 駅周辺
- 白山市立湊小学校
- 湊リフレッシュセンター
- DIC北陸工場
- 小舞子海岸（小舞子海水浴場） - 日本の渚百選認定[5][15]。当駅の由来となっている海岸で、舞子海水浴場（アジュール舞子海水浴場、兵庫県神戸市垂水区）の風景に似ていることから小舞子と名付けられた[2][4][16]。
- 手取川
- 呉竹文庫 - 北前船主が、自らの蔵書を一般公開した私設図書館。

## 隣の駅
IRいしかわ鉄道
■IRいしかわ鉄道線
■快速
通過
■普通
能美根上駅 - 小舞子駅 - 美川駅

### 記事本文

### 利用状況
1. 1 2 3 4 5  “令和元年度版 白山市統計書 JR乗車人員（1日平均）” (PDF).   白山市企画振興部企画課 (2022年2月9日). 2022年3月28日閲覧。
2. 1 2 3 4 5  “平成17年度版 白山市統計書 JR乗車人員（1日平均）” (PDF).   白山市企画振興部企画課 (2022年2月9日). 2022年3月28日閲覧。
3. 1 2 3 4 5  “平成22年度版 白山市統計書 JR乗車人員（1日平均）” (PDF).   白山市企画振興部企画課 (2022年2月9日). 2022年3月28日閲覧。
4. 1 2 3 4 5  “平成27年度版 白山市統計書 JR乗車人員（1日平均）” (PDF).   白山市企画振興部企画課 (2022年2月9日). 2022年3月28日閲覧。